# Boris Godunow (Oper)
Boris Godunow ist eine Oper (vom Komponisten „musikalisches Volksdrama“ genannt) in vier Akten mit Prolog von Modest Mussorgski nach Motiven des gleichnamigen Dramas von Puschkin, deren Urfassung 1870 fertiggestellt wurde. Die historische Person Boris Godunow war russischer Zar von 1598 bis 1605. Er gilt in der monarchistischen Geschichtsperspektive als Usurpator, war allerdings von der damaligen Volksvertretung Semski Sobor gewählt worden.

## Entstehung und Aufführungsgeschichte
Das Libretto verfasste der Komponist selbst nach dem Drama Boris Godunow von Alexander Puschkin.
Weitere Quellen Mussorgskis sind die Geschichte des Russischen Imperiums von Nikolai Karamsin (1816–1829), das bereits Puschkin zur Grundlage seiner Dramatischen Chronik (1825) gedient hatte, außerdem Iwan Chudjakows Das mittelalterliche Rußland (1867).
1868 bis 1870 entstand eine erste Fassung („Urfassung“). Die zweite, bekanntere Fassung ist von 1872. Die Urfassung gab P. Lamm 1928 als Notendruck heraus. Das Fehlen einer großen Frauenrolle drohte jedoch die Verbreitung dieser ursprünglichen Version zu verhindern, so dass mit Einführung der Marina auch weitere Bilder hinzu komponiert wurden. Diese Fassung von 1872 wurde am 27. Januarjul. / 8. Februar 1874greg. im Mariinski-Theater in Sankt Petersburg uraufgeführt (Besetzung: Warlaam – Afanasajewitsch Petrow; Marina – Julia F. Platonowa). Die Inszenierung fand 25 Wiederholungen, bevor sie aus offenbar politischen Gründen abgesetzt wurde:  Nach dem Attentat auf Zar Alexander II. „verschärfte sich die innenpolitische Situation“, und die Handlung wirkte nun zu aktuell und brisant. Außerdem prägten Kritiker des „mächtigen Häufleins“ die „veröffentlichte Meinung“ entgegen den Ansichten des Publikums.
Unter Eduard Naprawnik (russischer Dirigent und Komponist, 1839–1916) wurden das „Schenkenbild“ und die beiden „Polen-Bilder“, die Mussorgski im Jahr zuvor komponiert hatte, bereits am 17. Februar 1873 an der Hofoper St. Petersburg aufgeführt. Bei seinem Tod 1881 hinterließ Mussorgski mehrere noch nicht instrumentierte Szenen.
Weitere Aufführungen:
- 16. Dezemberjul. / 28. Dezember 1888greg. in Moskau, Bolschoi
- 16. Novemberjul. / 28. November 1896greg. in St. Petersburg, Großer Saal des Konservatoriums (Erste Bearbeitung von Nikolai Rimski-Korsakow)
- 7. Dezemberjul. / 19. Dezember 1898greg. in Moskau, Operngesellschaft Mamontow (mit Fjodor Iwanowitsch Schaljapin)
- 19. Mai 1908 in Paris, Grand Opéra; italienische Erstaufführung 1909 (Mailand, Scala) –  (beide in der Zweiten Bearbeitung von Rimski-Korsakow)
- 23. Oktober 1913 deutsche Erstaufführung in Breslau (deutsche Textfassung Max Lippold)
- 5. März 1929 in Moskau, Staatliches Operntheater K.S. Stanislawski (Fassung von 1869)
- 26. Februar 1932 deutsche Erstaufführung der Urfassung (konzertant) Funk-Stunde Berlin (deutsche Textfassung Max Hube)[2]
- 22. Januar 1936 deutsche Erstaufführung der Urfassung (szenisch) Hamburgische Staatsoper (deutsche Textfassung H. Möller)
- 4. November 1959 in Leningrad, Kirow-Theater (Fassung von Dmitri Schostakowitsch mit dessen Instrumentierung von bei Mussorgski fehlenden Teilen)

## Besetzung, Orchester und Partitur

### Orchester

#### Fassung Rimski-Korsakow
- Holzbläser: drei Flöten (3. auch Piccolo), zwei Oboen (2. auch Englischhorn), drei Klarinetten (3. auch Bassklarinette), zwei Fagotte
- Blechbläser: vier Hörner, drei Trompeten (3. = tiefe Trompete in F, „Tromba alta“), drei Posaunen, Basstuba
- Pauken, Schlagzeug, Glocken
- Harfe
- Klavier
- Streicher
- Bühnenmusik: Trompete, Glocken, Tamtam

Auch wenn die Fassung von Nikolai Rimski-Korsakow heute sehr umstritten ist; ohne diese Bearbeitung wäre das Werk niemals bekannt geworden. Sie blieb bis weit ins 20. Jahrhundert die meistgespielte Fassung.
Rimski-Korsakow war ein viel beschäftigter Komponist und Lehrer, aber trotzdem nahm er sich die Zeit, das Werk eines früh und tragisch verstorbenen Freundes zu bearbeiten. Allein die Schreibarbeit bei einer fast vierstündigen Oper, das Anfertigen eines Klavierauszuges – was seine Frau übernahm – und die Korrekturen bei der Drucklegung, sind erhebliche Mühen, die er auf sich nahm, um einem Jugendfreund einen posthumen Liebesdienst zu erweisen. Trotzdem war er ehrlich und gab gegen Ende seines Lebens zu, dass man vielleicht eines Tages wieder die originale Fassung spielen werde.
Seine Wirkung verfehlt das Werk auch heute in dieser umstrittenen Fassung nie; und noch dazu stimmen bei seiner Ausgabe Partitur, Klavierauszug, Chor- und Orchesterstimmen immer genau überein. Das Orchester ist nur etwa so groß wie das von Verdi, der Orchestersatz ist so sicher gearbeitet, dass auch bei durchschnittlichen Orchestern, mit den wenigen Bühnen-Orchester-Proben, die im Opernalltag möglich sind, das Ergebnis – ohne lästige Einrichtung des Aufführungsmaterials – immer solide und wirkungsvoll ist. Diese – eher technischen – Gründe haben dazu geführt, dass dann doch Rimski-Korsakow gespielt wurde, weil einfach wenig Zeit war, sich mit einer spröden Original-Partitur eingehend zu beschäftigen.
Die deutlich sprödere „Originale (Ur)-Fassung“ hat ihre Lebensfähigkeit jedoch schon lange eindeutig bewiesen, aber hier wurden – und werden notgedrungen – gelegentlich doch kleinere Retuschen im Orchestersatz vorgenommen. (Eine Reihe von Einrichtungen des originalen Orchestersatzes sind bekannt geworden; Karol Rathaus schuf eine davon für die Metropolitan Opera). Auch sind die verschiedenen Urtext-Ausgaben (Pawel Lamm, David Lloyd-Jones und andere) nicht wirklich untereinander kompatibel. Man gibt der (Ur)-Fassung heute trotzdem den Vorzug.
Die Partitur der Lamm-Fassung war in der jungen Sowjetunion nur in einer winzigen Auflage gedruckt worden und kaum zugänglich. Lloyd-Jones stimmt zwar oft mit Lamm überein, aber viele Details sind trotzdem etwas anders. Das Orchestermaterial und auch die Klavierauszüge ist eher durchschnittlich in der Qualität, was auch auf die schwierige Situation in Russland um 1928 zurückzuführen ist. Auch gab Lamm zusätzlich die zugrundeliegenden Klavierauszüge auf Russisch und Deutsch heraus und auch die Urformen einzelner Szenen (er nannte diese „Erste Redaktion“). Oft wurden nach 1945 Reprints des Verlages Kalmus/U.S.A. verwendet, weil nur diese in ausreichender Anzahl zu bekommen waren. (Lamm druckte die russischen Texte bereits in der reformierten Orthografie von 1917 und schrieb auch das Wort Gott (Бог) mit kleinen Buchstaben als (бог), was damals von der kommunistischen Doktrin so gefordert wurde.)
Während Lamm in Einzelfällen Fassungen vermischte – was bei der Fülle der vorliegenden ad hoc ergänzten Varianten im Laufe der Aufführungen nicht verwunderlich ist – bemühten sich andere Herausgeber, „reine“ Fassungen anzubieten. Auch Mussorgski musste – wie Bruckner – Teile des Orchestersatzes leider an die Leistungsfähigkeit des jeweiligen Orchesters anpassen und vereinfachte z. B. eine Passage mit vielen punktierten Noten in einfache, glatte Sechzehntel. Lamm übernahm hier wieder die interessantere Frühform. (Lamm handelte hier ähnlich wie sein Zeitgenosse Robert Haas bei Bruckner.)
Auch sind die Übersetzungen oft grundverschieden und wurden und werden notgedrungen vermischt. Die Originalsprache ist heute oft zu hören, aber noch Rafael Kubelík – obwohl er als Slawe Russisch verstand – wählte in den 60er Jahren in München bewusst eine deutsche Übersetzung, weil er der entschiedenen Meinung war, dass das Publikum den Text unbedingt verstehen müsse.

#### Fassung Schostakowitsch
- Holzbläser: drei Flöten (3. auch Piccolo), zwei Oboen, Englischhorn, drei Klarinetten (3. auch Es-Klarinette), Bassklarinette, drei Fagotte (3. auch Kontrafagott)
- Blechbläser: vier Hörner, drei Trompeten, drei Posaunen, Basstuba
- Pauken, Schlagzeug: Glocken, Glockenspiel
- Harfe
- Klavier, Celesta
- Streicher
- Bühnenmusik: vier Trompeten, zwei Cornets à pistons, vier Hörner (Althörner in Es der Militärmusik), zwei Tenorhörner, zwei Baritonhörner, zwei Basstuben, Balalaika und Domra ad lib.

Hier stimmen Partitur, Stimmen und Klavierauszug stets überein. Der deutsche Klavierauszug (Henschelverlag/Berlin-Ost) wurde auch gerne bei Aufführungen der Urfassung zusätzlich verwendet, weil er gut geraten ist. Diese Fassung basiert auf den Ausgaben von Lamm, und Schostakowitsch hat nur sehr wenige kompositorische Veränderungen daran vorgenommen. Sinnvoll sind seine Kürzungen im „Polenakt“, der letztendlich doch oft wie ein Fremdkörper im ursprünglichen Werk wirkt. Auch übernahm er viel von Rimski-Korsakows Instrumentation. („Ich erfand keine Fahrräder“, pflegte er zu sagen.)
Bis heute ist jedoch keine wirklich gelungene CD-Aufnahme dieser Fassung erhältlich. Es existieren einige Live-Mitschnitte. Trotz ihrer hohen Qualität wird sie relativ selten gespielt.

### Partitur
Durchkomponierte Szenenfolge
Verlage
- Fassung 1869 und 1872/74: Oxford University Press, London (hrsg. von David Lloyd-Jones)
- Bearbeitungen von Rimski-Korsakow: Muzgiz, Moskau; Breitkopf & Härtel, Wiesbaden
- Bearbeitung von Schostakowitsch: Sikorski Musikverlage, Hamburg

## Inhalt

### Prolog
Erstes Bild

Anfangsmelodie des Prologs

Das Werk beginnt mit einer viermal wiederholten viereinhalbtaktigen Melodie in Form einer schlichten russischen Volksweise. Sie umfasst mit einer Septime einen relativ kleinen Tonumfang und wirkt durch ihre engen Intervalle (größtes Intervall ist eine Quarte) und den Mollcharakter „slawisch“ und etwas bedrückt. Sie wird zuerst unisono von Fagott und Englisch Horn, dann von Klarinette und Horn mit einer Pizzicato-Streicherbegleitung in Achteln und schließlich im Bass in der Quinte zu Sechzehntelfiguren der Oboe präsentiert. Mit der letzten Wiederholung gewinnt die nun im Bass liegende oktavierte und voller orchestrierte Melodie einen zunehmend bedrohlichen Charakter.
Sieben Takte leiten zum Beginn der Handlung über. Hier erscheint zuerst folgendes in der Forschung als „Unterdrückungs/Gewalt-Motiv“ bezeichnete und im Verlauf des Werkes wiederholt auftretende motorische Motiv.
Der Vogt Nikitsch nötigt in Form eines durch die Streicher im Tremolo Vibrato begleiteten Rezitativs die sich vor dem Kloster aufhaltende Menge, Bittgesänge anzustimmen, um den unentschlossenen Boris dazu zu bewegen, die Zarenkrone anzunehmen. Das Volk beginnt – wie so oft im Werk – mit einem nicht ganz freiwilligen Lobpreis auf den zukünftigen Zaren. Die Aufforderung Nikitschs wird von einem abwechselnd unisono und vierstimmig agierenden Chor im Stil russischer Volksmusik, inklusive Einwürfen einzelner Personen des Volkes, beantwortet. Durch die Verwendung von Kirchentonarten, den vermehrten Einsatz von Chromatik sowie die realistische Darstellung des Volkes und seiner Reaktionen fällt der Chor aus dem zeitgenössischen Rahmen damals in Russland beliebter ausländischer Opern (z. B. Giuseppe Verdis), aber auch der Romantik eines Tschaikowski oder Rubinstein und verweist bereits auf spätere Entwicklungen wie den Naturalismus oder Verismus. Der Sekretär der Duma, Schtschelkalow, fordert die Menge in einem melodiösen Rezitativ erneut auf, Boris zu unterstützen und für ihn zu beten. Ihm antwortet ein primär mit Streichern instrumentierter, weicher „Chor der Pilger“, der sich im weiteren Verlauf zu einer voll orchestrierten Hymne steigert. Das dem Volk abverlangte obrigkeitsorientierte Staatsverständnis spiegelt dabei folgender Textausschnitt:

„Tritt entzwei den Drachen, der wild uns bedrängt mit abertausend giftigen Krallen. Jenen Drachen, der da heißet: Aufruhr und Empörergeist. Kündet es der gläub’gen Christenheit, ihr zum ew’gen Heil!“

Zweites Bild
Boris gibt sich demütig, um den Eindruck zu vermeiden, dass er selbst nach der Krone strebe. Schließlich akzeptiert er und betritt unter dem Jubel des Volks die Kathedrale, um an den Zaren-Gräbern zu beten. Er verspricht, gerecht zu herrschen.

### Erster Akt
Erstes Bild
Im Kloster Tschudow sitzt der Mönch Pimen über der Chronik Russlands, die er schreibt. Er bittet den jungen Grigorij, das letzte Kapitel für ihn zu vollenden, da er sich selbst zu müde und schwach fühlt. In diesem letzten Kapitel wird es um die Geschehnisse um den jungen Zarewitsch gehen, der auf Betreiben Boris Godunows ermordet wurde. Er wäre jetzt so alt wie der Mönch Grigorij. Dieser zeigt sich von der Geschichte sehr angetan.
Zweites Bild
In einer Gastwirtschaft an der Grenze zu Litauen kehrt Grigorij zusammen mit zwei entlaufenen Mönchen, denen er sich angeschlossen hat, ein. Von der Wirtin versucht er den Weg über die Grenze zu erfahren. Die auftauchende Wache zeigt einen Steckbrief vor, in dem nach dem aus dem Moskauer Kloster entlaufenen Mönch gefahndet wird. Da der Soldat jedoch nicht lesen kann, erhält Grigorij die Gelegenheit, den Verdacht auf einen seiner beiden Begleiter zu lenken. Dieser jedoch entziffert die wahren Angaben des Steckbriefs und Grigorij rettet sich mit einem Sprung aus dem Fenster.

### Zweiter Akt
Erstes Bild
Saal im Kreml. Die Tochter Boris’, Xenia, trauert um ihren verstorbenen Verlobten. Ihr Bruder studiert die Landkarte des großen russischen Reiches. Amme und Feodor suchen Xenia durch ein munteres Lied zu erheitern. Nach Eintreten des Vaters weist dieser seinen Sohn Feodor auf das schwere Amt des Herrschers hin. Das Familienidyll wird aufgelöst durch das Erscheinen Schuiskijs, den Boris konspirativer Tätigkeit verdächtigt. Schuiskij berichtet von einem Usurpator, der sich in Polen als rechtmäßiger Zar Dmitri ausgebe und starken Anhang gefunden habe. Schuiskij muss durch die verunsicherte Nachfrage Boris beteuern, dass der Zarewitsch den sicheren Tod gefunden habe, da er selbst seine Leiche in der Kathedrale von Uglitsch gesehen habe. Boris bleibt, gequält von Gewissensbissen, im Zimmer zurück. Ihm erscheint die Vision des ermordeten Knaben und er sinkt zusammen.

### Dritter Akt
Erstes Bild
Im Schlosse von Sandomir in Polen träumt Marina Mnischek, egoistische Tochter des Wojwoden von Sandomir, als künftige Zarin Einzug in Moskau zu halten. Den fremden Abenteurer, der sich für den Zarewitsch Dmitri ausgibt, will sie sich zu Nutze machen. Der Jesuit Rangoni unterstützt Marina in diesem Ansinnen, da das hohe Ziel der Kirche durch eine Heirat der Katholikin mit Dmitrij erreicht würde.
Zweites Bild
Rangoni überbringt dem im Schlossgarten wartenden Dmitri die Kunde von Marinas Liebe zu ihm und bittet den Zarewitsch, ihn als Berater begleiten zu dürfen. Als Marina, umschwärmt von einem Haufen Magnaten, Dmitri gegenübertritt, fühlt dieser Eifersucht aufsteigen. Marina, die bald darauf allein zurückkehrt, versichert ihm jedoch, ihm angehören zu wollen, so er ihr die Zarenkrone verschaffe.

### Vierter Akt
Erstes Bild
Im Kreml beraten die Bojaren über Maßnahmen gegen den Usurpator. Schuiskij berichtet vom schlechten Gesundheitszustand des Zaren, der jedoch zur Ratsversammlung erscheint – ein Schatten seiner selbst. Pimen tritt ein und berichtet vom Wunder des Blinden, dem der ermordete Knabe im Dom zu Uglitsch erschienen sei und der darauf sein Augenlicht wiedergewann. Boris Godunow bricht darauf zusammen, verlangt das Büßergewand, übergibt die Krone an seinen herbeigerufenen Sohn Feodor und stirbt.
Zweites Bild
Wald bei Kromy. Die erregte Menge schleppt den Bojaren Chruschtschow herbei, um ihn zu verhöhnen. Ein Schwachsinniger (Gottesnarr) wird von Knaben geneckt und beraubt. Die beiden entlaufenen Mönche aus der Schenke treten auf und singen, um Stimmung für den Zarewitsch Dmitri zu machen. Zwei Jesuiten schließen sich ihnen an, erregen jedoch das Missfallen der Menge, sodass Dmitri dazwischentreten muss, damit sie nicht gelyncht werden. Der Usurpator verheißt allen von Boris Godunow Verfolgten Beistand. Die Menge bricht in Jubel aus, nur der Schwachsinnige (Narr) klagt: „Wehe dir, du armes Volk!“

## Musik
„Nächst Richard Wagners Tristan und Isolde hat kaum ein anderes Werk so zukunftweisend und anregend auf die Entwicklung der Oper gewirkt wie Boris Godunow. Mussorgskij ist eine ebenso elementare musikalische wie dramatische Begabung. Im Grunde wurzelt er in der russischen Volksweise mit ihren mannigfachen Beziehungen zur asiatischen Musik und deren Harmonik. Aber das Geheimnis seiner Tonsprache und ihrer faszinierenden Wirkung wird damit noch nicht völlig erklärt. Es kommt etwas Eigenstes hinzu, das sich rein verstandesmäßiger Deutung entzieht. Staunenswert ist die Spannweite dieser Musik, die von der naiven Kinderweise bis zu wildester Leidenschaft, vom derbsten Humor bis zu keuschester Verinnerlichung, vom Dämonischen bis zu himmlischer Verklärung reicht und für alles den natürlichsten, treffendsten Ausdruck findet“